# 四明阁
四明阁位于中国浙江省宁波余姚市阳明街道龙泉山西山脚处，为清代道光九年（1829）探花朱兰的藏书楼，原名环翠楼，约建于同治六年（1867）前后，原在酱园街节制闸西首，朱兰故居“探花墙门”东约20米，坐南朝北、北临姚江，2001年迁至现址，现用作非遗展演馆。建筑现坐北朝南，面阔三间两层，进深八檩，歇山顶，楼梯设于西次间靠北首朝西。阁内藏书1949年后尚余数万册，大多由朱氏后人捐与浙江图书馆。 